# Popis vrsta roda Senecio
Popis vrsta roda Senecio

### A
1. Senecio abbreviatus S.Moore
2. Senecio abruptus Thunb.
3. Senecio acarinus Cabrera
4. Senecio acetosifolius Baker
5. Senecio achalensis Cabrera
6. Senecio achilleifolius DC.
7. Senecio actinoleucus F.Muell.
8. Senecio actinotus Hand.-Mazz.
9. Senecio acutifolius DC.
10. Senecio adamantinus Bong.
11. Senecio adenophyllus Meyen & Walp.
12. Senecio adenostylifolius Humbert
13. Senecio adenotrichius DC.
14. Senecio adglacialis Cuatrec.
15. Senecio adnatus DC.
16. Senecio adrianicus Cabrera
17. Senecio adscendens Bojer ex DC.
18. Senecio aegadensis C.Brullo & Brullo
19. Senecio aegyptius L.
20. Senecio aequinoctialis R.E.Fr.
21. Senecio aetfatensis B.Nord.
22. Senecio affinis DC.
23. Senecio agapatensis Sch.Bip.
24. Senecio agapetes C.Jeffrey
25. Senecio albanensis DC.
26. Senecio albanopsis Hilliard
27. Senecio alberti-smithii Cuatrec.
28. Senecio albifolius DC.
29. Senecio albopunctatus Bolus
30. Senecio albopurpureus Kitam.
31. Senecio albus J.N.Nakaj. & A.M.Teles
32. Senecio alcicornis Hook. & Arn.
33. Senecio algens Wedd.
34. Senecio allapajanus Cuatrec.
35. Senecio alloeophyllus O.Hoffm. ex Dusén
36. Senecio almasensis Mattf.
37. Senecio almeidae Phil.
38. Senecio almorzaderonis Cuatrec.
39. Senecio alniphilus Cabrera
40. Senecio alooides DC.
41. Senecio altimontanus A.M.Teles & L.D.Meireles
42. Senecio altissimus Mill.
43. Senecio altoandinus Cabrera
44. Senecio alvarezensis Greenm.
45. Senecio ambatensis Cabrera
46. Senecio ambositrensis Humbert
47. Senecio ameghinoi Speg.
48. Senecio amplectens A.Gray
49. Senecio amplificatus C.Jeffrey
50. Senecio ampullaceus Hook.
51. Senecio anapetes C.Jeffrey
52. Senecio anastasioi Montesinos
53. Senecio ancashinus Cabrera
54. Senecio anconquijae Cabrera
55. Senecio andapensis Humbert
56. Senecio andersonii C.B.Clarke
57. Senecio andinus H.Buek
58. Senecio andohahelensis Humbert
59. Senecio anethifolius A.Cunn. ex DC.
60. Senecio angulatus L.f.
61. Senecio angustifolius (Thunb.) Willd.
62. Senecio angustissimus Phil.
63. Senecio anomalochrous Hilliard
64. Senecio antaisaka Humbert
65. Senecio antambolorum Humbert
66. Senecio antandroi Scott Elliott
67. Senecio anthemidiphyllus J.Rémy
68. Senecio anthemifolius Harv.
69. Senecio antisanae Benth.
70. Senecio antitensis Baker
71. Senecio antofagastanus Cabrera
72. Senecio apargiifolius Walp.
73. Senecio apensis Cabrera
74. Senecio aphanactis Greene
75. Senecio apolobambensis Cabrera
76. Senecio aquifoliaceus DC.
77. Senecio aquilaris Cabrera
78. Senecio arabidifolius O.Hoffm.
79. Senecio arachnanthus Franch.
80. Senecio arachnolomus Wedd.
81. Senecio arechavaletae Baker
82. Senecio arenarius Thunb.
83. Senecio argillosus Baker
84. Senecio argophylloides Griseb.
85. Senecio argutus Kunth
86. Senecio argyreus Phil.
87. Senecio aridus Greenm.
88. Senecio aristeguietae Cuatrec.
89. Senecio aristianus J.Rémy
90. Senecio arizonicus Greene
91. Senecio arleguianus J.Rémy
92. Senecio arniciflorus DC.
93. Senecio arnottii Hook.f.
94. Senecio aronicoides DC.
95. Senecio asirensis Boulos & J.R.I.Wood
96. Senecio aspericaulis J.Rémy
97. Senecio asperifolius Franch.
98. Senecio asperulus DC.
99. Senecio asplenifolius Griseb.
100. Senecio astephanus Greene
101. Senecio atacamensis Phil.
102. Senecio atratus Greene
103. Senecio atrofuscus Grierson
104. Senecio attenuatus Sch.Bip.
105. Senecio auricula Bourgeau ex Coss.
106. Senecio auriculatissimus Britton
107. Senecio auritifolius Cabrera
108. Senecio australandinus Cabrera
109. Senecio australis Willd.
110. Senecio austromontanus Hilliard
111. Senecio axillifoliatus Cuatrec.

### B
1. Senecio baccharidifolius (Poepp. ex F.Phil.) Rusby
2. Senecio bahioides Hook. & Arn.
3. Senecio bairdii S.L.Welsh
4. Senecio balensis S.Ortiz & Vivero
5. Senecio balsamicus Phil.
6. Senecio bampsianus Lisowski
7. Senecio banksii Hook.f.
8. Senecio barbarae Cabrera
9. Senecio barbatus DC.
10. Senecio barkhausioides Turcz.
11. Senecio barkleyi B.L.Turner
12. Senecio baronii Humbert
13. Senecio barorum Humbert
14. Senecio barrosianus Cabrer
15. Senecio bartlettii Greenm.
16. Senecio basalticus Hilliard
17. Senecio basipectinatus J.Calvo & Callm.
18. Senecio bathurstianus (DC.) Sch.Bip.
19. Senecio baurii Oliv.
20. Senecio bayonnensis Boiss.
21. Senecio beaufilsii Kuntze
22. Senecio behnii Ricardi & Martic.
23. Senecio behrianus Sond. & F.Muell.
24. Senecio belbeysius Delile
25. Senecio belenensis Griseb.
26. Senecio belgaumensis (Wight) C.B.Clarke
27. Senecio bellis Harv.
28. Senecio beltranii P.Gonzáles & Montesinos
29. Senecio benaventianus J.Rémy
30. Senecio bergii Hieron.
31. Senecio bertramii Post
32. Senecio biflorus Vahl
33. Senecio bigelovii A.Gray
34. Senecio biligulatus W.W.Sm.
35. Senecio billieturneri T.M.Barkley
36. Senecio bilushenmulatus S.S.Ying
37. Senecio bipartitus Sch.Bip. ex Deflers
38. Senecio bipinnatifidus Hook. & Arn.
39. Senecio bipinnatisectus Belcher
40. Senecio bipinnatus (Thunb.) Less.
41. Senecio bipontinii Wedd.
42. Senecio biserratus Belcher
43. Senecio bithynicus J.Calvo
44. Senecio blanchei Soldano
45. Senecio blitoides Greene
46. Senecio blochmaniae Greene
47. Senecio boelckei Cabrera
48. Senecio boikoanus (Vorosch. & Shlotg.) Vorosch.
49. Senecio bolivarianus Cuatrec.
50. Senecio boliviensis Sch.Bip. ex Klatt
51. Senecio bollei Sunding & G.Kunkel
52. Senecio boluangensis H.Koyama
53. Senecio bombayensis N.P.Balakr.
54. Senecio bonariensis Hook. & Arn.
55. Senecio botijae C.Ehrh.
56. Senecio boutonii Baker
57. Senecio brachyantherus (Hiern) S.Moore
58. Senecio brachylobus Phil.
59. Senecio brachypodus DC.
60. Senecio bracteolatus Hook. & Arn.
61. Senecio brasiliensis (Spreng.) Less.
62. Senecio brassii Belcher
63. Senecio bravensis Cabrera
64. Senecio brevidentatus M.D.Hend.
65. Senecio breviflorus (Kadereit) Greuter
66. Senecio brevilorus Hilliard
67. Senecio breviramulus Tortosa & Adr.Bartoli
68. Senecio breviscapus DC.
69. Senecio bridgesii Hook. & Arn.
70. Senecio brigalowensis I.Thomps.
71. Senecio brittenianus Hiern
72. Senecio brunonianus Hook. & Arn.
73. Senecio bryoniifolius Harv.
74. Senecio bugalagrandis Cuatrec.
75. Senecio buglossus Phil.
76. Senecio bulbinefolius DC.
77. Senecio bupleuroides DC.
78. Senecio burchellii DC.
79. Senecio burkartii Cabrera
80. Senecio burtonii Hook.f.
81. Senecio bustillosianus J.Rémy
82. Senecio byrnensis Hilliard

### C
1. Senecio cacaliaster Lam.
2. Senecio cachinalensis Phil.
3. Senecio cajamarquillensis Cabrera
4. Senecio cajonensis Cabrera
5. Senecio cakilefolius DC.
6. Senecio calabrus (Fiori) Peruzzi
7. Senecio calcensis Cabrera & Zardini
8. Senecio calchaquinus Cabrera
9. Senecio calcicola Meyen & Walp.
10. Senecio californicus DC.
11. Senecio calingastensis Tombesi
12. Senecio callosus Sch.Bip.
13. Senecio calocephalus Poepp. & Endl.
14. Senecio caloneotes Hilliard
15. Senecio calvus Cuatrec.
16. Senecio campylocarpus I.Thomps.
17. Senecio canabyi Humbert
18. Senecio canaliculatus Bojer ex DC.
19. Senecio canalipes DC.
20. Senecio canchahuinganquensis Cabrera
21. Senecio candicans Wall. ex DC.
22. Senecio candidans DC.
23. Senecio candolleanus Wall. ex DC.
24. Senecio canopurpureus Cuatrec.
25. Senecio caparaoensis Cabrera
26. Senecio capuronii Humbert
27. Senecio carbonellii S.Díaz
28. Senecio carbonensis C.Ezcurra, M.Ferreyra & S.Clayton
29. Senecio cardaminifolius DC.
30. Senecio carhuanishoensis H.Beltrán & J.Calvo
31. Senecio carnerensis Greenm. ex Greenm.
32. Senecio carnosulus (Kirk) C.J.Webb
33. Senecio carnosus Thunb.
34. Senecio carpetanus Boiss. & Reut.
35. Senecio carroensis DC.
36. Senecio casapaltensis Ball
37. Senecio castagneanus DC.
38. Senecio catamarcensis Cabrera
39. Senecio cathcartensis O.Hoffm.
40. Senecio caudatus DC.
41. Senecio cedrorum J.Raynal
42. Senecio cedrosensis Greene
43. Senecio ceratophylloides Griseb.
44. Senecio cerberoanus J.Rémy
45. Senecio chachaniensis Cuatrec.
46. Senecio chalureaui Humbert
47. Senecio chamomillefolius Phil.
48. Senecio chanaralensis Phil.
49. Senecio changii C.Ren & Q.E.Yang
50. Senecio chavanilloensis Cuatrec.
51. Senecio chihuahuensis S.Watson
52. Senecio chilensis Less.
53. Senecio chillanensis Cabrera
54. Senecio chionogeton Wedd.
55. Senecio chionophilus Phil.
56. Senecio chipauquilensis Troiani & Steibel
57. Senecio chiquianensis Cabrera
58. Senecio chodatianus Cuatrec.
59. Senecio choroensis Cuatrec.
60. Senecio chrysanthemum Dusén
61. Senecio chrysocoma Meerb.
62. Senecio chrysocomoides Hook. & Arn.
63. Senecio chrysolepis Phil.
64. Senecio chungtienensis C.Jeffrey & Y.L.Chen
65. Senecio cinarifolius H.Lév.
66. Senecio cinerarioides Kunth
67. Senecio cinerascens Aiton
68. Senecio cisplatinus Cabrera
69. Senecio citriceps Hilliard & B.L.Burtt
70. Senecio clarioneifolius J.Rémy
71. Senecio clarkianus A.Gray
72. Senecio claryae B.L.Turner
73. Senecio claussenii Decne.
74. Senecio clivicola Wedd.
75. Senecio coccineus Klatt
76. Senecio cochabambensis Cabrera
77. Senecio cochlearifolius Bojer ex DC.
78. Senecio colaminus Cuatrec.
79. Senecio coleophyllus Turcz.
80. Senecio collinus DC.
81. Senecio colpodes Bong.
82. Senecio coluhuapiensis Speg.
83. Senecio comberi Cabrera
84. Senecio comosus Sch.Bip.
85. Senecio comptonii J.C.Manning & Goldblatt
86. Senecio condimentarius Cabrera
87. Senecio condylus I.Thomps.
88. Senecio conferruminatus I.Thomps.
89. Senecio confertissimus Cabrera
90. Senecio confertus Sch.Bip. ex A.Rich.
91. Senecio conrathii N.E.Br.
92. Senecio consanguineus DC.
93. Senecio contumazensis J.Calvo & A.Granda
94. Senecio conyzifolius Baker
95. Senecio conzattii Greenm.
96. Senecio coquimbensis Phil.
97. Senecio corcovadensis Cabrera
98. Senecio cordifolius L.f.
99. Senecio coriaceisquamus C.C.Chang
100. Senecio cornu-cervi MacOwan
101. Senecio coronatus (Thunb.) Harv.
102. Senecio coronopifolius Burm.f.
103. Senecio coronopodiphyllus J.Rémy
104. Senecio costaricensis R.M.King
105. Senecio cotyledonis DC.
106. Senecio covasii Cabrera
107. Senecio covuncensis Cabrera
108. Senecio coymolachensis Cabrera
109. Senecio craibianus Hosseus
110. Senecio crassiandinus Montesinos & Pino
111. Senecio crassiflorus (Poir.) DC.
112. Senecio crassilodix Cuatrec.
113. Senecio crassissimus Humbert
114. Senecio crassiusculus DC.
115. Senecio crassorhizus De Wild.
116. Senecio crassulus A.Gray
117. Senecio cremeiflorus Mattf.
118. Senecio cremnicola Cabrera
119. Senecio cremnophilus I.M.Johnst.
120. Senecio crenatus Thunb.
121. Senecio crenulatus DC.
122. Senecio crepidifolius DC.
123. Senecio crepidioides Phil.
124. Senecio crispatipilosus C.Jeffrey
125. Senecio crispus Thunb.
126. Senecio cristimontanus Hilliard
127. Senecio crithmoides Hook. & Arn.
128. Senecio cryphiactis O.Hoffm.
129. Senecio cryptocephalus Cabrera
130. Senecio cryptolanatus Killick
131. Senecio ctenophyllus Phil.
132. Senecio cuchumatanensis L.O.Williams & A.Molina
133. Senecio cumingii Hook. & Arn.
134. Senecio cuneatus Hook.f.
135. Senecio cunninghamii DC.
136. Senecio cyaneus O.Hoffm.
137. Senecio cylindrocephalus Cabrera
138. Senecio cymbalariifolius (L.) Less.

### D
1. Senecio daltonii F.Muell.
2. Senecio dalzellii C.B.Clarke
3. Senecio danal A.Gray
4. Senecio daochengensis Y.L.Chen
5. Senecio darwinii Hook. & Arn.
6. Senecio davilae Phil.
7. Senecio decaryi Humbert
8. Senecio decurrens DC.
9. Senecio deferens Griseb.
10. Senecio deformis Klatt
11. Senecio delbesianus Arènes
12. Senecio delicatulus Cabrera & Zardini
13. Senecio deltoideus Less.
14. Senecio denisii Humbert
15. Senecio densiserratus C.C.Chang
16. Senecio dentatoalatus Mildbr. ex C.Jeffrey
17. Senecio depauperatus Mattf.
18. Senecio depressicola I.Thomps.
19. Senecio desideratus DC.
20. Senecio dewildeorum Tjitr.
21. Senecio diaguita Cabrera
22. Senecio diaschides D.G.Drury
23. Senecio dichotomus Phil.
24. Senecio diemii Cabrera
25. Senecio diffusus L.f.
26. Senecio digitalifolius DC.
27. Senecio digitatus Phil.
28. Senecio dilungensis Lisowski
29. Senecio diodon DC.
30. Senecio diphyllus De Wild. & Muschl.
31. Senecio discodregeanus Hilliard & Burtt
32. Senecio discokaraguensis C.Jeffrey
33. Senecio disjectus Wedd.
34. Senecio dissidens Fourc.
35. Senecio dissimulans Hilliard & B.L.Burtt
36. Senecio distalilobatus I.Thomps.
37. Senecio divaricoides Cabrera
38. Senecio diversipinnus Y.Ling
39. Senecio dodrans C.Winkl.
40. Senecio dolichocephalus I.Thomps.
41. Senecio donianus Hook. & Arn.
42. Senecio doratophyllus Benth.
43. Senecio doria L.
44. Senecio doriiformis DC.
45. Senecio doronicum (L.) L.
46. Senecio doryphoroides C.Jeffrey
47. Senecio doryphorus Mattf.
48. Senecio dregeanus DC.
49. Senecio drukensis C.Marquand & Airy Shaw
50. Senecio dryophyllus Meyen & Walp.
51. Senecio dubitabilis C.Jeffrey & Y.L.Chen
52. Senecio dumeticolus S.Moore
53. Senecio dumetorum Gardner
54. Senecio dumosus Fourc.
55. Senecio dunedinensis Belcher
56. Senecio duriaei J.Gay ex DC.

### E
1. Senecio edgeworthii Hook.f.
2. Senecio eenii (S.Moore) Merxm.
3. Senecio eightsii Hook. & Arn.
4. Senecio elegans L.
5. Senecio eligulatus B.Nord., Moussavi & Djavadi
6. Senecio eliseae J.Calvo
7. Senecio ellenbeckii O.Hoffm.
8. Senecio ellenbergii Cuatrec.
9. Senecio elmeri Piper
10. Senecio emiliopsis C.Jeffrey
11. Senecio eminens Compton
12. Senecio emirnensis DC.
13. Senecio emmae Cabrera
14. Senecio englerianus O.Hoffm.
15. Senecio ephemerus J.Calvo & Saldivia
16. Senecio erechthitoides F.Muell.
17. Senecio eremicola I.Thomps.
18. Senecio eremophilus Richards.
19. Senecio eriobasis DC.
20. Senecio eriocladus Wedd.
21. Senecio eriophyton J.Rémy
22. Senecio eriopus Willk.
23. Senecio erisithalifolius Sch.Bip. ex Baker
24. Senecio erlangeri O.Hoffm.
25. Senecio erosus L.f.
26. Senecio ertterae T.M.Barkley
27. Senecio erubescens Aiton
28. Senecio eruciformis J.Rémy
29. Senecio erysimoides DC.
30. Senecio esleri C.J.Webb
31. Senecio esperensis (Sykes) de Lange
32. Senecio espinosae Cabrera
33. Senecio espiritosantensis A.M.Teles
34. Senecio esterhuyseniae J.C.Manning & Goldblatt
35. Senecio eubaeus Boiss. & Heldr.
36. Senecio euclaensis I.Thomps.
37. Senecio euriopoides DC.
38. Senecio evacoides Sch.Bip.
39. Senecio evansianus Belcher
40. Senecio evelynae Muschl.
41. Senecio exarachnoideus C.Jeffrey
42. Senecio expansus Wedd.
43. Senecio extensus I.Thomps.
44. Senecio exuberans R.A.Dyer
45. Senecio exul Hance

### F
1. Senecio faberi Hemsl. ex Forbes & Hemsl.
2. Senecio fabrisii Cabrera
3. Senecio falklandicus Hook.f.
4. Senecio famatinensis Cabrera
5. Senecio fanshawei Beentje
6. Senecio farinaceus Sch.Bip. ex A.Rich.
7. Senecio farinifer Hook. & Arn.
8. Senecio featherstonei Cuatrec.
9. Senecio fernandinus H.Beltrán & J.Calvo
10. Senecio ferreyrae Cabrera
11. Senecio ferruglii Cabrera
12. Senecio festucoides J.Calvo & A.Moreira
13. Senecio filaginoides DC.
14. Senecio filifer Franch.
15. Senecio fistulosus Poepp. ex DC.
16. Senecio flaccidifolius Wedd.
17. Senecio flaccidus Less.
18. Senecio flagellifolius Cabrera
19. Senecio flavus (Decne.) Sch.Bip.
20. Senecio flexuosus E.D.Clarke
21. Senecio foeniculoides Harv.
22. Senecio folidentatus Cuatrec.
23. Senecio fontanicola Grulich & Hodálová
24. Senecio forbesii Oliv. & Hiern
25. Senecio formosissimus Cuatrec.
26. Senecio formosoides Cuatrec.
27. Senecio formosus Kunth
28. Senecio fragrantissimus Tortosa & Adr.Bartoli
29. Senecio franchetii C.Winkl.
30. Senecio francisci Phil.
31. Senecio francoisii Humbert
32. Senecio fremontii Torr. & A.Gray
33. Senecio fresenii Sch.Bip. ex Oliv. & Hiern
34. Senecio friesii Cabrera
35. Senecio fruticulosus Sm.
36. Senecio fukienensis Y.Ling ex C.Jeffrey & Y.L.Chen
37. Senecio funckii Sch.Bip. ex Wedd.

### G
1. Senecio galeottii Hemsl.
2. Senecio gallicus Chaix
3. Senecio gamolepis Cabrera
4. Senecio ganganensis Cabrera
5. Senecio garaventai Cabrera
6. Senecio garcibarrigae Cuatrec.
7. Senecio gardneri C.B.Clarke
8. Senecio gariepiensis Cron
9. Senecio garlandii F.Muell. ex Belcher
10. Senecio garnieri Klatt
11. Senecio gawlerensis M.E.Lawr.
12. Senecio gayanus DC.
13. Senecio gazensis S.Moore
14. Senecio geniculipes Cuatrec.
15. Senecio geniorum Humbert
16. Senecio genisianus Cuatrec.
17. Senecio georgianus DC.
18. Senecio germanicus Wallr.
19. Senecio gerrardii Harv.
20. Senecio gertii Zardini
21. Senecio gibsonii Hook.f.
22. Senecio giessii Merxm.
23. Senecio gilbertii Turcz.
24. Senecio gilliesianus Hieron.
25. Senecio gilliesii Hook. & Arn.
26. Senecio glaber Less.
27. Senecio glaberrimus DC.
28. Senecio glabratus Hook. & Arn.
29. Senecio glabrescens (DC.) Sch.Bip.
30. Senecio glandulifer Dematt. & Cristóbal
31. Senecio glanduloso-lanosus Thell.
32. Senecio glanduloso-pilosus Volkens & Muschl.
33. Senecio glandulosus D.Don ex Hook. & Arn.
34. Senecio glastifolius L.f.
35. Senecio glaucus L.
36. Senecio glomeratus Desf. ex Poir.
37. Senecio glossanthus (Sond.) Belcher
38. Senecio glutinarius DC.
39. Senecio glutinosus Thunb.
40. Senecio gnidioides Phil.
41. Senecio gnoma P.Royen
42. Senecio godmanii Hemsl.
43. Senecio goldmanii Greene
44. Senecio goldsackii Phil.
45. Senecio gossweileri Torre
46. Senecio gossypinus Baker
47. Senecio graciellae Cabrera
48. Senecio gracilipes A.Gray
49. Senecio gramineticola C.Jeffrey
50. Senecio gramineus Harv.
51. Senecio grandiflorus P.J.Bergius
52. Senecio grandis Gardner
53. Senecio grandjotii Cabrera
54. Senecio greenwayi C.Jeffrey
55. Senecio gregatus Hilliard
56. Senecio griffithii Hook.f. & Thomson ex C.B.Clarke
57. Senecio grindeliifolius DC.
58. Senecio grisebachii Baker
59. Senecio grossidens Dusén ex Malme
60. Senecio guascensis Cuatrec.
61. Senecio guatulamensis Muñoz-Schick, A.Moreira & Trenq.
62. Senecio gunckelii Cabrera
63. Senecio gunnii (Hook.f.) Belcher
64. Senecio gypsicola (R.J.Bates) I.Thomps.

### H
1. Senecio hadiensis Forssk.
2. Senecio haenkei DC.
3. Senecio hakeifolius Bertero ex DC.
4. Senecio halimifolius L.
5. Senecio hallii Hieron.
6. Senecio halophilus I.Thomps.
7. Senecio haloragis J.Rémy
8. Senecio hamersleyensis I.Thomps.
9. Senecio hansweberi Cuatrec.
10. Senecio harazianus Deflers
11. Senecio harleyi D.J.N.Hind
12. Senecio harveyanus MacOwan
13. Senecio hastatifolius Cabrera
14. Senecio hastatus L.
15. Senecio hastifolius (L.f.) Less.
16. Senecio hatcherianus O.Hoffm.
17. Senecio hatschbachii Cabrera
18. Senecio hauwai Sykes
19. Senecio haygarthii M.Taylor ex Hilliard
20. Senecio hebdingii (Rauh & Buchloh) G.D.Rowley
21. Senecio hebetatus Wedd.
22. Senecio hedbergii C.Jeffrey
23. Senecio hederiformis (Cron) Cron
24. Senecio helgae Cabrera
25. Senecio helichrysoides F.Muell.
26. Senecio heliopsis Hilliard & B.L.Burtt
27. Senecio helminthioides (Sch.Bip.) Hilliard
28. Senecio helodes Benth.
29. Senecio hemmendorffii Malme
30. Senecio hercynicus Herborg
31. Senecio hermannii B.Nord.
32. Senecio herrerae (Mattf. ex Herrera) Cabrera
33. Senecio hesperidum Jahand., Maire & Weiller
34. Senecio heterodontus Greenm.
35. Senecio heteroschizus Baker
36. Senecio heterotrichus DC.
37. Senecio hewrensis Hook.f.
38. Senecio hickenii Hauman
39. Senecio hieracioides DC.
40. Senecio hieracium J.Rémy
41. Senecio hieronymi Griseb.
42. Senecio hilairianus Cabrera
43. Senecio hildebrandtii Baker
44. Senecio hirsutilobus Hilliard
45. Senecio hirsutulus Phil.
46. Senecio hirtifolius DC.
47. Senecio hirto-crassus Humbert
48. Senecio hirtus Cabrera
49. Senecio hispidissimus I.Thomps.
50. Senecio hispidulus A.Rich.
51. Senecio hjertingii Cabrera
52. Senecio hochstetteri Sch.Bip. ex Hochst.
53. Senecio hoehnei Cabrera
54. Senecio hoggariensis Batt. & Trab.
55. Senecio hohenackeri Sch.Bip.
56. Senecio hollandii Compton
57. Senecio holubii Hutch. & Burtt Davy
58. Senecio hooglandii Belcher
59. Senecio hortensiae A.M.Teles
60. Senecio howeanus Belcher
61. Senecio hualtaranensis Peten., Ariza & Del Vitto
62. Senecio huaquilicus Cabrera & Zardini
63. Senecio huaynaputinaensis Montesinos & Chicalla
64. Senecio huitrinicus Cabrera
65. Senecio humbertii C.C.Chang
66. Senecio humidanus C.Jeffrey
67. Senecio humifusus (Hook.f.) Cabrera
68. Senecio humillimus Sch.Bip.
69. Senecio hydrophiloides Rydb.
70. Senecio hydrophilus Nutt.
71. Senecio hyoseridifolius Wedd.
72. Senecio hyoseridis (Benth.) L.Salomón & S.E.Freire
73. Senecio hypochoerideus DC.
74. Senecio hypoleucus F.Muell. ex Benth.
75. Senecio hypsiandinus Cuatrec.
76. Senecio hypsobates Wedd.

### I
1. Senecio icoglossoides Arechav.
2. Senecio icoglossus DC.
3. Senecio ilicifolius Thunb.
4. Senecio iljinii Schischk.
5. Senecio illapelinus Phil.
6. Senecio illinitus Phil.
7. Senecio ilsae A.Santos & Reyes-Bet.
8. Senecio immixtus C.Jeffrey
9. Senecio inaequidens DC.
10. Senecio incomptus DC.
11. Senecio incrassatus Lowe
12. Senecio inexpectatus (Cronquist) Al Schneid.
13. Senecio infiernillensis Cuatrec.
14. Senecio infimus Cabrera
15. Senecio infirmus C.Jeffrey
16. Senecio ingeliensis Hilliard
17. Senecio inghamii Montesinos
18. Senecio inornatus DC.
19. Senecio integerrimus Nutt.
20. Senecio interpositus I.Thomps.
21. Senecio intricatus S.Moore
22. Senecio invalidus C.Jeffrey
23. Senecio iodanthus Greenm.
24. Senecio iranicus B.Nord.
25. Senecio irgangii Matzenb. & Mondin
26. Senecio isabelis S.Díaz
27. Senecio isatideus DC.
28. Senecio isatidoides E.Phillips & C.A.Sm.
29. Senecio iscoensis Hieron. ex Sodiro
30. Senecio isernii Phil.
31. Senecio ishcaivilcanus Cuatrec.

### J
1. Senecio jacalensis Greenm.
2. Senecio jacksonii S.Moore
3. Senecio jacobaeiformis J.Rémy
4. Senecio jaffuelii Cabrera
5. Senecio jarae Phil.
6. Senecio jilesii Cabrera
7. Senecio jobii Cabrera
8. Senecio joharchii F.Ghahrem., Ezazi, Rahch. & Attar
9. Senecio johnstonianus Cabrera
10. Senecio jorquerae Phil.
11. Senecio juergensii Mattf.
12. Senecio jujuyensis Cabrera
13. Senecio julianus Speg.
14. Senecio junceus (DC.) Harv.
15. Senecio jungei Phil.
16. Senecio jungioides Cabrera
17. Senecio juniperinus L.f.
18. Senecio junodii Hutch. & Burtt Davy

### K
1. Senecio kacondensis S.Moore
2. Senecio kalambatitrensis Humbert
3. Senecio kalingenwae Hilliard & B.L.Burtt
4. Senecio karaguensis O.Hoffm.
5. Senecio katangensis O.Hoffm. ex De Wild.
6. Senecio kayomborum Beentje
7. Senecio keniophytum R.E.Fr.
8. Senecio kenteicus Grubov
9. Senecio kerdousianus Gómiz & Llamas
10. Senecio kermadecensis Belcher
11. Senecio killipii Cabrera
12. Senecio kingbishopii Cuatrec.
13. Senecio kingii Hook.f.
14. Senecio klattii Greenm.
15. Senecio kolenatianus C.A.Mey.
16. Senecio kongboensis Ludlow
17. Senecio kosterae Cabrera
18. Senecio kotschyanus Boiss.
19. Senecio krapovickasii Cabrera
20. Senecio krascheninnikovii Schischk.
21. Senecio kuhbieri Cuatrec.
22. Senecio kuluensis S.Moore
23. Senecio kundaicus C.E.C.Fisch.
24. Senecio kundelungensis Lisowski
25. Senecio kunturinus Cabrera
26. Senecio kurzii C.B.Clarke ex Hook.f.

### L
1. Senecio laceratus (F.Muell.) Belcher
2. Senecio lacustrinus I.Thomps.
3. Senecio laetevirens Phil.
4. Senecio laevicaulis DC.
5. Senecio laevigatus Thunb.
6. Senecio laevis Humbert
7. Senecio lagascanus DC.
8. Senecio lageniformis I.Thomps.
9. Senecio lallanii R.Kr.Singh
10. Senecio lamarckianus Bullock
11. Senecio lanceus Aiton
12. Senecio lancidentatus Cuatrec.
13. Senecio landbeckii Phil.
14. Senecio langei Malme
15. Senecio lanibracteus I.Thomps.
16. Senecio lanifer Mart. ex C.Jeffrey
17. Senecio lanosissimus Cabrera
18. Senecio larahuinensis Beltrán & A.Galán
19. Senecio larecajensis Cabrera
20. Senecio laricifolius Kunth
21. Senecio laseguei Hombr. & Jacquinot ex DC.
22. Senecio lasiocaulon T.M.Barkley
23. Senecio lastarrianus J.Rémy
24. Senecio latecorymbosus Gilli
25. Senecio latibracteatus Humbert
26. Senecio laticipes Bruyns
27. Senecio latiflorus Wedd.
28. Senecio latifolius DC.
29. Senecio latissimifolius S.Moore
30. Senecio laucanus Ricardi & Martic.
31. Senecio lautus Sol. ex G.Forst.
32. Senecio lavandulifolius Wall. ex DC.
33. Senecio lawalreeanus Lisowski
34. Senecio lawsonii Gamble
35. Senecio laxus DC.
36. Senecio leandrii Humbert
37. Senecio legionensis Lange
38. Senecio lejolyanus Lisowski
39. Senecio lelyi Hutch.
40. Senecio lemmonii A.Gray
41. Senecio leptocaulos Phil.
42. Senecio leptolobus DC.
43. Senecio leptopterus Mesfin
44. Senecio leptoschizus Bong.
45. Senecio lessingii Harv.
46. Senecio letouzeyanus Lisowski
47. Senecio leucanthemifolius Poir.
48. Senecio leucanthemoides Cuatrec.
49. Senecio leuceria Cabrera
50. Senecio leucoglossus F.Muell.
51. Senecio leucomallus A.Gray
52. Senecio leucopeplus Cabrera
53. Senecio leucophorbius Cuatrec.
54. Senecio leucophyton Phil.
55. Senecio leucostachys Baker
56. Senecio leucus Phil.
57. Senecio lewallei Lisowski
58. Senecio lhasaensis Y.Ling ex Y.L.Chen, S.Yun Liang & K.Y.Pan
59. Senecio liangshanensis C.Jeffrey & Y.L.Chen
60. Senecio lijiangensis C.Jeffrey & Y.L.Chen
61. Senecio lilloi Cabrera
62. Senecio linaresensis Soldano
63. Senecio linariifolius Poepp. ex DC.
64. Senecio linearifolius A.Rich.
65. Senecio linearilobus Bong.
66. Senecio lineatus (L.f.) DC.
67. Senecio lingianus C.Jeffrey & Y.L.Chen
68. Senecio linifolius L.
69. Senecio lisowskii Long Wang & Beentje
70. Senecio lithophilus Greenm.
71. Senecio lithostaurus Cabrera
72. Senecio litorosus Fourc.
73. Senecio littoreus Thunb.
74. Senecio lividus L.
75. Senecio loayzanus Cabrera
76. Senecio lobelioides DC.
77. Senecio lombokensis J.Kost.
78. Senecio longicollaris I.Thomps.
79. Senecio longipilus I.Thomps.
80. Senecio longiscapus Bojer
81. Senecio looseri Cabrera
82. Senecio lopez-guillenii Cabrera
83. Senecio lopezii Boiss.
84. Senecio lopez-mirandae Cabrera
85. Senecio lorentziella Hicken
86. Senecio lorentzii Griseb.
87. Senecio loshanensis S.S.Ying
88. Senecio ludens C.B.Clarke
89. Senecio luembensis De Wild. & Muschl.
90. Senecio lugens Richards.
91. Senecio luzoniensis Merr.
92. Senecio lycopodioides Schltr.
93. Senecio lydenburgensis Hutch. & Burtt Davy
94. Senecio lyonii A.Gray ex Lyon
95. Senecio lyratus Forssk.

### M
1. Senecio mabberleyi C.Jeffrey
2. Senecio macedonicus Griseb.
3. Senecio macowanii Hilliard
4. Senecio macranthus A.Rich.
5. Senecio macrocarpus F.Muell. ex Belcher
6. Senecio macrocephalus DC.
7. Senecio macroglossoides Hilliard
8. Senecio macroglossus DC.
9. Senecio macrophyllus M.Bieb.
10. Senecio macrospermus DC.
11. Senecio macrotis Baker
12. Senecio maculatus Cabrera
13. Senecio madagascariensis Poir.
14. Senecio madariagae Phil.
15. Senecio madidiensis J.Calvo & A.Fuentes
16. Senecio madrasensis C.Jeffrey
17. Senecio madrensis A.Gray
18. Senecio maeviae Cabrera
19. Senecio magnificus F.Muell.
20. Senecio mahindae G.L.Nesom & Vorobik
21. Senecio mairetianus DC.
22. Senecio malacitanus Huter
23. Senecio malacophyllus Dusén
24. Senecio malaissei Lisowski
25. Senecio mandrarensis Humbert
26. Senecio manguensis Cabrera & Zardini
27. Senecio mapuche Cabrera
28. Senecio maranguensis O.Hoffm.
29. Senecio margaritae C.Jeffrey
30. Senecio marginalis Hilliard
31. Senecio mariettae Muschl.
32. Senecio marinae J.Calvo & Callm.
33. Senecio maritimus L.f.
34. Senecio marnieri Humbert
35. Senecio marojejyensis Humbert
36. Senecio marotiri C.J.Webb
37. Senecio marquezii B.L.Turner
38. Senecio martinensis Dusén
39. Senecio martirensis T.M.Barkley
40. Senecio massaicus (Maire) Maire
41. Senecio matatini C.S.Liew, Courtney, de Lange & Pelser
42. Senecio mathewsii Wedd.
43. Senecio matricariifolius DC.
44. Senecio mattfeldianus Cabrera
45. Senecio mattirolii Chiov.
46. Senecio maulinus Reiche
47. Senecio mauricei Hilliard & B.L.Burtt
48. Senecio maydae Merxm.
49. Senecio mayurii C.E.C.Fisch.
50. Senecio mbuluzensis Compton
51. Senecio megacephalus Nutt.
52. Senecio megaglossus F.Muell.
53. Senecio megalanthus Y.L.Chen
54. Senecio megaoreinus Zardini
55. Senecio melanandrus (Wedd.) J.Calvo, A.Granda & V.A.Funk
56. Senecio melanocalyx Cuatrec.
57. Senecio melanolepis DC.
58. Senecio melanopotamicus Cabrera
59. Senecio melastomifolius Baker
60. Senecio menesesiae J.Calvo
61. Senecio mesembryanthemoides Bojer ex DC.
62. Senecio mesembrynus Cabrera
63. Senecio mesogrammoides O.Hoffm.
64. Senecio meuselii Rauh
65. Senecio meyeri-johannis Engl.
66. Senecio microalatus C.Jeffrey
67. Senecio microbasis I.Thomps.
68. Senecio microglossus DC.
69. Senecio microphyllus Phil.
70. Senecio micropifolius DC.
71. Senecio microspermus DC.
72. Senecio microtis Phil.
73. Senecio mimetes Hutch. & R.A.Dyer
74. Senecio minesinus Cuatrec.
75. Senecio minimus Poir.
76. Senecio minutifolius Phil.
77. Senecio mirus Klatt
78. Senecio miser Hook.f.
79. Senecio mishmi C.B.Clarke
80. Senecio mitonis Cuatrec.
81. Senecio mitophyllus C.Jeffrey
82. Senecio mlilwanensis Compton
83. Senecio mohavensis A.Gray
84. Senecio mohinorensis Greenm. ex Greenm.
85. Senecio montevidensis (Spreng.) Baker
86. Senecio monticola DC.
87. Senecio monttianus J.Rémy
88. Senecio mooreanus Hutch. & Burtt Davy
89. Senecio moorei R.E.Fr.
90. Senecio mooreioides C.Jeffrey
91. Senecio moqueguensis Montesinos
92. Senecio morisii J.Calvo & Bacch.
93. Senecio morotonensis C.Jeffrey
94. Senecio mucronatus Willd.
95. Senecio mulgediifolius S.Schauer
96. Senecio muliensis C.Jeffrey & Y.L.Chen
97. Senecio multibracteatus Harv.
98. Senecio multicaulis A.Rich.
99. Senecio multiceps N.P.Balakr.
100. Senecio multidentatus Sch.Bip. ex Hemsl.
101. Senecio multidenticulatus Humbert
102. Senecio multilobus C.C.Chang
103. Senecio munnozii Cabrera
104. Senecio muricatus Thunb.
105. Senecio murinus Phil.
106. Senecio murorum J.Rémy
107. Senecio murrayanus Wawra
108. Senecio mustersii Speg.
109. Senecio myriocephalus Sch.Bip.
110. Senecio myriophyllus Phil.

### N
1. Senecio namibensis Swanepoel & A.E.van Wy
2. Senecio namnaoensis H.Koyama
3. Senecio nanus Sch.Bip. ex A.Rich.
4. Senecio napifolius MacOwan
5. Senecio narinyonis Cuatrec.
6. Senecio natalicola Hilliard
7. Senecio navicularis Humbert
8. Senecio navugabensis C.Jeffrey
9. Senecio neaei DC.
10. Senecio neelgherryanus DC.
11. Senecio nemiae Adr.Bartoli, Tortosa & S.E.Freire
12. Senecio nemoralis Dusén
13. Senecio nemorensis L.
14. Senecio neobakeri Humbert
15. Senecio neoglandulosus Cuatrec.
16. Senecio neoviscidulus Soldano
17. Senecio neoviscosus Cuatrec.
18. Senecio neowebsteri S.F.Blake
19. Senecio nevadensis Boiss. & Reut.
20. Senecio ngandae Beentje
21. Senecio ngoyanus Hilliard
22. Senecio niederleinii Cabrera
23. Senecio nigrapicus I.Thomps.
24. Senecio nigrescens Hook. & Arn.
25. Senecio nigrocinctus Franch.
26. Senecio niveoaureus Cuatrec.
27. Senecio niveoplanus I.Thomps.
28. Senecio nodiflorus C.C.Chang
29. Senecio nublensis Soldano
30. Senecio nuraniae Roldugin
31. Senecio nutans Sch.Bip.
32. Senecio nyangani Beentje
33. Senecio nyungwensis Maquet

### O
1. Senecio obesus Klatt
2. Senecio obtectus Kuntze
3. Senecio obtusatus Wall. ex DC.
4. Senecio ochoanus Cuatrec.
5. Senecio ochrocarpus Oliv. & Hiern
6. Senecio octolepis Griseb.
7. Senecio octophyllus Sch.Bip., Rusby
8. Senecio odonellii Cabrera
9. Senecio odontophyllus C.Jeffrey
10. Senecio odontopterus DC.
11. Senecio odoratus Hornem.
12. Senecio oederifolius DC.
13. Senecio oerstedianus Benth.
14. Senecio oflasii Yild. & Kiliç
15. Senecio oldfieldii I.Thomps.
16. Senecio oleosus Vell.
17. Senecio olgae Regel & Schmalh. ex Regel
18. Senecio oligoleucus Baker
19. Senecio oligophyllus Baker
20. Senecio olympicus Boiss.
21. Senecio oophyllus C.Jeffrey
22. Senecio oreinus Cabrera
23. Senecio oreophyton J.Rémy
24. Senecio orizabensis Sch.Bip. ex Hemsl.
25. Senecio ornatus S.Moore
26. Senecio oryzetorum Diels
27. Senecio ostenii Mattf.
28. Senecio otaeguianus Phil.
29. Senecio othonniflorus DC.
30. Senecio otites Kunze ex DC.
31. Senecio otopterus Griseb.
32. Senecio otuscensis Cabrera
33. Senecio ovatus (G.Gaertn., E.Mey. & Scherb.) Willd.
34. Senecio oxyodontus DC.
35. Senecio oxyphyllus DC.
36. Senecio oxyriifolius DC.
37. Senecio ozolotepecanus B.L.Turner

### P
1. Senecio paarlensis DC.
2. Senecio pachyphyllos J.Rémy
3. Senecio pachyrhizus O.Hoffm.
4. Senecio paludaffinis Hilliard
5. Senecio pampeanus Cabrera
6. Senecio panduratus (Thunb.) Less.
7. Senecio panduriformis Hilliard
8. Senecio paniculatus P.J.Bergius
9. Senecio pappii Ricardi & Martic.
10. Senecio papuanus (Lauterb.) Belcher
11. Senecio paraguariensis Mattf.
12. Senecio parascitus Hilliard
13. Senecio parentalis Hilliard & B.L.Burtt
14. Senecio parodii Cabrera
15. Senecio parryi A.Gray
16. Senecio parvifolius DC.
17. Senecio parvocapitatus Cabrera
18. Senecio pascoensis Cabrera
19. Senecio pascuiandinus Cuatrec.
20. Senecio patagonicus Hook. & Arn.
21. Senecio pattersonensis Hoover
22. Senecio pattersonii B.L.Turner
23. Senecio paucicalyculatus Klatt
24. Senecio paucidentatus DC.
25. Senecio pauciflorus Baker
26. Senecio pauciflosculosus C.Jeffrey
27. Senecio paucijugus Baker
28. Senecio pauciradiatus Belcher
29. Senecio paulensis Bong.
30. Senecio paulsenii O.Hoffm. ex Paulsen
31. Senecio pearsonii Hutch.
32. Senecio peguanus DC.
33. Senecio pellitus A.Gray
34. Senecio pellucidus DC.
35. Senecio pelquensis Dusén
36. Senecio peltophorus Brenan
37. Senecio pemehuensis Soldano
38. Senecio peninsularis Vasey & Rose
39. Senecio penninervius DC.
40. Senecio pensilis Greenm.
41. Senecio pentactinus Klatt
42. Senecio pentaphyllus Phil.
43. Senecio pentapterus Cabrera
44. Senecio pentecostus Hiern
45. Senecio pentlandianus DC.
46. Senecio perezii Cabrera
47. Senecio perezioides Pruski
48. Senecio pergamentaceus Baker
49. Senecio peripotamus C.Jeffrey
50. Senecio perralderianus Coss. & Durieu
51. Senecio perrieri Humbert
52. Senecio perrottetii DC.
53. Senecio persicifolius L.
54. Senecio peruensis Cuatrec.
55. Senecio peteroanus Phil.
56. Senecio petiolaris DC.
57. Senecio petraeus Boiss. & Reut.
58. Senecio pflanzii (Perkins) Cuatrec.
59. Senecio phalachrolaenus DC.
60. Senecio phelleus I.Thomps.
61. Senecio philippicus Regel & Körn.
62. Senecio philippii Sch.Bip. ex Wedd.
63. Senecio phlomidifolius H.Beltrán
64. Senecio phylicifolius Poepp. ex DC.
65. Senecio phylloleptus Cuatrec.
66. Senecio pichineuquensis Tortosa & Adr.Bartoli
67. Senecio pickeringii A.Gray
68. Senecio picridioides (Turcz.) M.E.Lawr.
69. Senecio picridis (Klatt) S.Schauer
70. Senecio pillansii Levyns
71. Senecio pilquensis H.Buek
72. Senecio pinacatensis Felger
73. Senecio pinachensis Cabrera
74. Senecio pinifolius (L.) Lam.
75. Senecio pinnatifidus (P.J.Bergius) Less.
76. Senecio pinnatifolius A.Rich.
77. Senecio pinnatilobatus Sch.Bip.
78. Senecio pinnatipartitus Sch.Bip. ex Oliv.
79. Senecio pinnatus Poir.
80. Senecio pinnulatus Thunb.
81. Senecio piptocoma O.Hoffm. ex Schinz
82. Senecio pissisi Phil.
83. Senecio piurensis Sagást. & Zardini
84. Senecio planiflorus Kunze ex Cabrera
85. Senecio plantagineoides C.Jeffrey
86. Senecio platensis Arechav.
87. Senecio platylepis DC.
88. Senecio platypus Greenm.
89. Senecio pleistophyllus C.Jeffrey
90. Senecio poeppigii (DC.) Cuatrec.
91. Senecio poggeanus Mattf.
92. Senecio pogonias Cabrera
93. Senecio pokohinuensis (de Lange & B.G.Murray) de Lange
94. Senecio polelensis Hilliard
95. Senecio polyadenus Hedberg
96. Senecio polyanthemoides Sch.Bip.
97. Senecio polygaloides Phil.
98. Senecio polyodon DC.
99. Senecio polyphyllus Kunze ex DC.
100. Senecio polypodioides B.L.Rob. & Greenm.
101. Senecio pongoensis Cuatrec.
102. Senecio portalesianus J.Rémy
103. Senecio portulacoides J.Rémy
104. Senecio poseideonis Hilliard & B.L.Burtt
105. Senecio potosianus Klatt
106. Senecio powellii B.L.Turner
107. Senecio praeruptorum Sch.Bip.
108. Senecio praeteritus Killick
109. Senecio prenanthifolius Phil.
110. Senecio prenanthoides A.Rich.
111. Senecio prionopterus B.L.Rob. & Greenm.
112. Senecio procumbens Kunth
113. Senecio productus I.Thomps.
114. Senecio promatensis Matzenb.
115. Senecio propinquus Schischk.
116. Senecio propior S.Moore
117. Senecio prostratus Klatt
118. Senecio proteus J.Rémy
119. Senecio provincialis (L.) Druce
120. Senecio pseudalmeidae Cabrera
121. Senecio pseudaspericaulis Cabrera
122. Senecio pseuderucoides Cabrera
123. Senecio pseudodensiserratus T.J.Tong, M.Tang, C.Ren & Q.E.Yang
124. Senecio pseudodepressus L.Salomón & S.E.Freire
125. Senecio pseudoformosus Cuatrec.
126. Senecio pseudolongifolius Sch.Bip. ex J.Calvo
127. Senecio pseudomairei H.Lév.
128. Senecio pseudoorientalis Schischk.
129. Senecio pseudopicridis T.M.Barkley
130. Senecio pseudostigophlebius Cabrera
131. Senecio pseudosubsessilis C.Jeffrey
132. Senecio pseudotites Griseb.
133. Senecio psilocarpus Belcher & Albr.
134. Senecio psilophyllus I.Thomps.
135. Senecio ptarmicifolius Bory
136. Senecio pteridophyllus Franch.
137. Senecio pterophorus DC.
138. Senecio puberulus DC.
139. Senecio pubescens Phil.
140. Senecio pubigerus L.
141. Senecio puchei Phil.
142. Senecio pudicus Greene
143. Senecio pulcher Hook. & Arn.
144. Senecio pulicarioides Baker
145. Senecio pumilus Tortosa & Adr.Bartoli
146. Senecio punae Cabrera
147. Senecio puna-sessilis Cuatrec.
148. Senecio purpureus L.
149. Senecio purtschelleri Engl.
150. Senecio pycnanthus Phil.
151. Senecio pygmophyllus (S.F.Blake) J.Calvo, A.Granda & V.A.Funk
152. Senecio pyrenaicus L.
153. Senecio pyrenophilus Cuatrec.
154. Senecio pyrophilus Zoll. & Moritzi

### Q
1. Senecio qathlambanus Hilliard
2. Senecio qosqoensis H.Beltrán & A.Granda
3. Senecio quadridentatus Labill.
4. Senecio quartziticolus Humbert
5. Senecio quaylei T.M.Barkley
6. Senecio queenslandicus I.Thomps.
7. Senecio quinquelepis Hieron. ex Cabrera
8. Senecio quinqueligulatus C.Winkl.
9. Senecio quinquelobus (Thunb.) DC.
10. Senecio quinquenervius Sond. ex Harv. & Sond.
11. Senecio quinqueradiatus Boiss. ex DC.

### R
1. Senecio radiatus Cuatrec.
2. Senecio radiolatus F.Muell.
3. Senecio ragazzii Chiov.
4. Senecio ragonesei Cabrera
5. Senecio rahmeri Phil.
6. Senecio ramboanus Cabrera
7. Senecio ramentaceus Baker
8. Senecio ramosissimus DC.
9. Senecio ramosus Wall.
10. Senecio randii S.Moore
11. Senecio rapifolius Nutt.
12. Senecio rauchii Matzenb.
13. Senecio rauhii Cuatrec.
14. Senecio rauranus Cuatrec.
15. Senecio reedii Phil.
16. Senecio regis H.Rob.
17. Senecio rehmannii Bolus
18. Senecio reicheanus Cabrera
19. Senecio reitzianus Cabrera
20. Senecio renjifoanus Phil.
21. Senecio repandus Thunb.
22. Senecio repangae de Lange & B.G.Murray
23. Senecio repollensis Cabrera
24. Senecio reptans Turcz.
25. Senecio resectus Boj ex DC.
26. Senecio retanensis Cabrera
27. Senecio retortus (DC.) Benth.
28. Senecio retrorsus DC.
29. Senecio rhammatophyllus Mattf.
30. Senecio rhizocephalus Turcz.
31. Senecio rhizomatus Rusby
32. Senecio rhomboideus Harv.
33. Senecio rhyacophilus Greenm.
34. Senecio rhyncholaenus DC.
35. Senecio ricardii Martic. & Quezada
36. Senecio richardsonii B.L.Turner
37. Senecio richii A.Gray
38. Senecio riddellii Torr. & A.Gray
39. Senecio rigidus L.
40. Senecio riograndensis Matzenb.
41. Senecio riojanus Cabrera
42. Senecio riomayensis B.L.Turner
43. Senecio riskindii B.L.Turner & T.M.Barkley
44. Senecio ritoveganus B.L.Turner
45. Senecio robertiifolius DC.
46. Senecio rodolfoi X.Wu
47. Senecio romeroi Cuatrec.
48. Senecio rorippifolius Cabrera
49. Senecio roseiflorus R.E.Fr.
50. Senecio roseoandinus Montesinos & R.Zárate
51. Senecio roseus Sch.Bip.
52. Senecio rosinae Gamisans
53. Senecio rosmarinifolius L.f.
54. Senecio rossianus Mattf.
55. Senecio royleanus DC.
56. Senecio rudbeckiifolius Meyen & Walp.
57. Senecio rufescens DC.
58. Senecio rufiglandulosus Colenso
59. Senecio rugegensis Muschl.
60. Senecio ruiz-lealii Cabrera
61. Senecio runcinifolius J.H.Willis
62. Senecio rupestris Waldst. & Kit.
63. Senecio ruwenzoriensis S.Moore

### S
1. Senecio sabinjoensis Muschl.
2. Senecio saboureaui Humbert
3. Senecio sacramentanus Wooton & Standl.
4. Senecio sagasteguii H.Beltrán & A.Granda
5. Senecio sakalavorum Humbert
6. Senecio sakamaliensis (Humbert) Humbert
7. Senecio salsugineus H.Duman & Vural
8. Senecio saltensis Hook. & Arn.
9. Senecio sanagastae Cabrera
10. Senecio sandersianus B.L.Turner
11. Senecio sandersii B.L.Turner
12. Senecio sandersonii Harv.
13. Senecio sandwithii Cabrera
14. Senecio sangayensis D.L.A.Vásquez & J.Calvo
15. Senecio saniensis Hilliard & B.L.Burtt
16. Senecio santelicis Phil.
17. Senecio santiagoensis Kuntze
18. Senecio saposhnikovii Krasch. & Schipcz.
19. Senecio sarracenicus L.
20. Senecio satipoensis Cuatrec.
21. Senecio saucensis Cabrera
22. Senecio saussureoides Hand.-Mazz.
23. Senecio saxicolus Wedd.
24. Senecio saxipunae Cuatrec.
25. Senecio scaberulus (Hook.f.) D.G.Drury
26. Senecio scabrellus I.Thomps.
27. Senecio scandens Buch.-Ham. ex D.Don
28. Senecio scapiodes Aguilar-Cano & D.J.N.Hind
29. Senecio schimperi Sch.Bip. ex Hochst.
30. Senecio schoenemanni Phil.
31. Senecio schultzii Hochst. ex A.Rich.
32. Senecio schweinfurthii O.Hoffm.
33. Senecio schyzotus (Cabrera) Iamonico
34. Senecio scitus Hutch. & Burtt Davy
35. Senecio scoparius Harv.
36. Senecio scopolii Hoppe & Hornsch. ex Bluff & Fingerh.
37. Senecio scopulorum Poepp.
38. Senecio scorzonella Greene
39. Senecio scorzonerifolius Meyen & Walp.
40. Senecio scrobicarioides DC.
41. Senecio sectilis Griseb.
42. Senecio segethi Phil.
43. Senecio selloi (Spreng.) DC.
44. Senecio semiamplexifolius De Wild.
45. Senecio seminiveus J.M.Wood & M.S.Evans
46. Senecio sennikovii Kottaim.
47. Senecio sepium Sch.Bip. ex Rusby
48. Senecio sericeonitens Speg.
49. Senecio serpentinicola Jeanm.
50. Senecio serra Hook.
51. Senecio serratifolius (Meyen & Walp.) Cuatrec.
52. Senecio serratiformis I.Thomps.
53. Senecio serratuloides DC.
54. Senecio serrulatus DC.
55. Senecio serrurioides Turcz.
56. Senecio shabensis Lisowski
57. Senecio shaoakoulatus S.S.Ying
58. Senecio sheldonensis A.E.Porsild
59. Senecio silphioides Hieron.
60. Senecio simplicissimus Bojer ex DC.
61. Senecio sinapoides Rusby
62. Senecio sinuatilobus DC.
63. Senecio sipoccruncus Cabrera & Zardini
64. Senecio sisymbrifolius DC.
65. Senecio skirrhodon DC.
66. Senecio skottsbergii Cabrera
67. Senecio smithianus Cabrera
68. Senecio smithii DC.
69. Senecio smithioides Cabrera
70. Senecio snowdenii Hutch.
71. Senecio sociorum Bolus
72. Senecio socompae Cabrera
73. Senecio soldanella A.Gray
74. Senecio sophioides DC.
75. Senecio soratae Sch.Bip.
76. Senecio sorianoi Cabrera
77. Senecio sororius C.Jeffrey
78. Senecio sotikensis S.Moore
79. Senecio soukupii Cuatrec.
80. Senecio spanomerus I.Thomps.
81. Senecio spartareus S.Moore
82. Senecio spartioides Torr. & A.Gray
83. Senecio spathiphyllus Franch.
84. Senecio spathulatus A.Rich.
85. Senecio speciosissimus J.C.Manning & Goldblatt
86. Senecio speciosus Willd.
87. Senecio spegazzinii Cabrera
88. Senecio sphaerocephalus Greene
89. Senecio spinosus DC.
90. Senecio spiraeifolius Thunb.
91. Senecio spribillei W.A.Weber
92. Senecio squalidus L.
93. Senecio squarrosus A.Rich.
94. Senecio stauntonii DC.
95. Senecio stella-purpurea V.R.Clark, J.D.Vidal & N.P.Barker
96. Senecio steparius Cabrera
97. Senecio sterquilinus Ornduff
98. Senecio steudelii Sch.Bip. ex A.Rich.
99. Senecio stigophlebius Baker
100. Senecio stoechadiformis DC.
101. Senecio stokesii F.Br.
102. Senecio striatifolius DC.
103. Senecio strictifolius Hiern
104. Senecio subarnicoides Cabrera
105. Senecio subauriculatus Greenm.
106. Senecio subauritus Phil.
107. Senecio subcanescens (DC.) Compton
108. Senecio subcoriaceus Schltr.
109. Senecio subculcitioides Cuatrec.
110. Senecio subdentatus Ledeb.
111. Senecio subfractiflexus C.Jeffrey
112. Senecio sublutescens Cuatrec.
113. Senecio submontanus Hilliard & B.L.Burtt
114. Senecio subnivalis Ajani, Noroozi & B.Nord.
115. Senecio subpanduratus O.Hoffm.
116. Senecio subpubescens Cabrera
117. Senecio subrubriflorus O.Hoffm.
118. Senecio subruncinatus (Wedd.) Greenm.
119. Senecio subsessilis Oliv. & Hiern
120. Senecio subsinuatus DC.
121. Senecio subulatus D.Don ex Hook. & Arn.
122. Senecio subumbellatus Phil.
123. Senecio sulinicus Cabrera
124. Senecio sumarae Deflers
125. Senecio sumatranus Martelli
126. Senecio sundti Phil.
127. Senecio supremus Cuatrec.
128. Senecio sylvaticus L.
129. Senecio syringifolius O.Hoffm.
130. Senecio szyszylowiczii Hieron.

### T
1. Senecio tabulicola Baker
2. Senecio tacorensis Cabrera
3. Senecio tacuaremboensis Arechav.
4. Senecio talquinus Phil.
5. Senecio tamoides DC.
6. Senecio tanacetopsis Hilliard
7. Senecio tandilensis Cabrera
8. Senecio taraxacoides (A.Gray) Greene
9. Senecio tarijensis Cabrera
10. Senecio tasmanicus I.Thomps.
11. Senecio tauricola V.A.Matthews
12. Senecio tehuelches (Speg.) Cabrera
13. Senecio teixeirae Torre
14. Senecio telekii O.Hoffm.
15. Senecio telmateius Hilliard
16. Senecio tenellus DC.
17. Senecio teneriffae Sch.Bip. ex Bolle
18. Senecio tenuicaulis Sch.Bip. ex Klatt
19. Senecio tenuiflorus (DC.) Sieber ex Sch.Bip.
20. Senecio tenuifolius Burm.f.
21. Senecio tenuisagittatus Cuatrec.
22. Senecio tephrosioides Turcz.
23. Senecio tergolanatus Cuatrec.
24. Senecio tergopurpureus Cuatrec.
25. Senecio tetrandrus Buch.-Ham. ex DC.
26. Senecio thamathuensis Hilliard
27. Senecio thapsoides DC.
28. Senecio theresiae O.Hoffm.
29. Senecio thianschanicus Regel & Schmalh.
30. Senecio thunbergii Harv.
31. Senecio ticsanicus Montesinos & Trinidad
32. Senecio tilcarensis Cabrera
33. Senecio timidus Cuatrec.
34. Senecio tinctolobus I.M.Johnst.
35. Senecio tocomarensis Cabrera & Zardini
36. Senecio toconaoensis J.Calvo & A.Moreira
37. Senecio toroanus Cabrera
38. Senecio torrehuasensis Cuatrec.
39. Senecio torticaulis Merxm.
40. Senecio tortuosus DC.
41. Senecio townsendii Greenm.
42. Senecio trachylaenus Harv.
43. Senecio trachyphyllus Schltr.
44. Senecio trafulensis Cabrera
45. Senecio transiens (Rouy) Jeanm.
46. Senecio transmarinus S.Moore
47. Senecio transylvanicus Boiss.
48. Senecio triactinus S.Moore
49. Senecio triangularis Hook.
50. Senecio tricephalus Kuntze
51. Senecio trichocaulon Baker
52. Senecio trichocodon Baker
53. Senecio tricuspidatus Hook. & Arn.
54. Senecio tricuspis Franch.
55. Senecio tridentatus DC.
56. Senecio trifidus Hook. & Arn.
57. Senecio trifurcifolius Hieron.
58. Senecio trilobus L.
59. Senecio triodon Phil.
60. Senecio triodontiphyllus C.Jeffrey
61. Senecio tripinnatifidus Reiche
62. Senecio triplinervius DC.
63. Senecio triqueter Less.
64. Senecio tristis Phil.
65. Senecio troncosii Phil.
66. Senecio tsaratananensis Humbert
67. Senecio tschabanicus K.Koch
68. Senecio tuberculatus Ali
69. Senecio tubicapillosus Cuatrec.
70. Senecio tucumanensis Cabrera
71. Senecio tugelensis J.M.Wood & M.S.Evans
72. Senecio tulinensis S.S.Ying
73. Senecio tunicatus Kuntze
74. Senecio tweediei Hook. & Arn.
75. Senecio tysonii MacOwan

### U
1. Senecio ulopterus Thell.
2. Senecio umbellatus L.
3. Senecio umbricola Cron & B.Nord.
4. Senecio umbrosus Waldst. & Kit.
5. Senecio umgeniensis Thell.
6. Senecio unionis Sch.Bip. ex A.Rich.
7. Senecio urophyllus Conrath
8. Senecio urundensis S.Moore
9. Senecio uspallatensis Hook. & Arn.

### V
1. Senecio vaginatus Hook. & Arn.
2. Senecio vagus F.Muell.
3. Senecio vaingaindrani S.Elliot.
4. Senecio variabilis Sch.Bip.
5. Senecio varicosus L.f.
6. Senecio variifolius DC.
7. Senecio varvarcensis Cabrera
8. Senecio vasquezii Pruski & R.Ortiz
9. Senecio vegetus (Wedd.) Cabrera
10. Senecio venosus Harv.
11. Senecio ventanensis Cabrera
12. Senecio verbascifolius Burm.f.
13. Senecio vernalis Waldst. & Kit.
14. Senecio vervoorstii Cabrera
15. Senecio vestitus P.J.Bergius
16. Senecio vicinus S.Moore
17. Senecio viejoanus B.L.Turner
18. Senecio villifructus Hilliard
19. Senecio vimineus DC.
20. Senecio violifolius Cabrera
21. Senecio vira-vira Hieron.
22. Senecio viridilacus Cabrera
23. Senecio viridis Phil.
24. Senecio viscosissimus Colla
25. Senecio viscosus L.
26. Senecio vitellinoides Merxm.
27. Senecio vittarifolius Bojer ex DC.
28. Senecio voigtii van Jaarsv.
29. Senecio volcanicola C.Jeffrey
30. Senecio volckmannii Phil.
31. Senecio vulcanicus Boiss.
32. Senecio vulgaris L.
33. Senecio vulneraria DC.

### W
1. Senecio wairauensis Belcher
2. Senecio warnockii Shinners
3. Senecio warrenensis I.Thomps.
4. Senecio warszewiczii A.Br. & C.D.Bouché
5. Senecio waterbergensis S.Moore
6. Senecio weberbaueri Cuatrec.
7. Senecio websteri Hook.f.
8. Senecio wedglacialis Cuatrec.
9. Senecio werdermannii Greenm.
10. Senecio westermanii Dusén
11. Senecio wightii (DC.) Benth. & Hook.
12. Senecio windhoekensis Merxm.
13. Senecio wittebergensis Compton
14. Senecio woodii J.Calvo
15. Senecio woodsonianus Cuatrec.
16. Senecio wootonii Greene

### X
1. Senecio xenostylus O.Hoffm.
2. Senecio xerophilus Phil.

### Y
1. Senecio yalae Cabrera
2. Senecio yungningensis Hand.-Mazz.
3. Senecio yunguyensis Cuatrec.
4. Senecio yurensis Rusby

### Z
1. Senecio zapahuirensis Martic. & Quezada
2. Senecio zapalae Cabrera
3. Senecio zeylanicus DC.

### ×
1. Senecio ×austriacus Herborg
2. Senecio ×baxteri E.S.Marshall
3. Senecio ×bohemicus Domin
4. Senecio ×boiteaui Humbert
5. Senecio ×bujedoanus Elías & Pau
6. Senecio ×cambrensis Rosser
7. Senecio ×decipiens Nyár.
8. Senecio ×dominii Hodálová
9. Senecio ×eboracensis R.J.Abbott & A.J.Lowe
10. Senecio ×eversii Huter
11. Senecio ×futakii Hodálová
12. Senecio ×heimerlii Muellner
13. Senecio ×kerneri Blocki ex Nyman
14. Senecio ×kuntzeanus Dinter
15. Senecio ×lamottei Rouy
16. Senecio ×londinensis Lousley
17. Senecio ×lulioi M.G.López & Xifreda
18. Senecio ×neapolitanus Evers
19. Senecio ×orarius J.M.Black
20. Senecio ×oyensis Hepp
21. Senecio ×patersonianus R.M.Burton
22. Senecio ×pirottae Chiov.
23. Senecio ×pseudovernalis (Zabel) Nyman
24. Senecio ×riloensis Szelag & Vladimir.
25. Senecio ×rubrilacunae Cuatrec.
26. Senecio ×saundersii W.Sauer & E.Beck
27. Senecio ×siegfriedii Brügger
28. Senecio ×slovacus Hodálová
29. Senecio ×subnebrodensis Simonk.
30. Senecio ×telonensis Albert
31. Senecio ×vaccarii Fiori
32. Senecio ×viscidulus Scheele
33. Senecio ×whitwellianus Lees ex Cheetham